# 姚鴻澤
姚鴻澤（1959年6月29日—），美國华裔數學家。

## 生平
出生於台灣。1981年姚鴻澤在國立台灣大學數學系获學士學位，1987年於普林斯頓大學获博士學位。1988年加入紐約大學任教授，1994年在该校科朗数学研究所任全職教授；2003年在斯坦福大學任教授，然後於2005年在哈佛大學任教授。他在1987至1988年，1991年至1992年和2003年都是普林斯頓高等研究院的一員，並於2013-14擔任資深訪問學者。
哈佛大學藝術及科學院院長柯偉林教授曾說：「姚教授是數學物理領域之先鋒，對機率、隨機過程、非平衡態、統計物理及量子力學有重大貢獻，提供重大的研究觀念及方法。」

## 榮譽
- Eisenbud Prize for Mathematics & Physics（页面存档备份，存于）, 2017 [1]
- 交通大學名譽博士, 2013
- 美國國家科學院院士 (National Academy of Sciences（页面存档备份，存于）), 2013 [2]
- 美國數學協會會士 (Mathematical Association of America（页面存档备份，存于）), 2012
- Simons Investigator Award（页面存档备份，存于）, 2012 [3]
- 美國文理科學院院士 (American Academy of Arts and Sciences（页面存档备份，存于）), 2011
- 中研院院士, 2002
- 晨興數學獎 (Morningside Medal（页面存档备份，存于）), 2001  [4]
- 麥克阿瑟獎, 2000 [5] (MacArthur Fellows Program（页面存档备份，存于）)
- Communications in Mathematical Physics（页面存档备份，存于） 主編
- Packard Foundation Fellowship（页面存档备份，存于）, 1991
- 艾爾弗·斯隆基金 (Alfred P. Sloan Foundation), 1991
- 龐加萊獎 (Henri Poincaré Prize[永久]), 1990

## 外部連結
- Yau Travels Down The Road Less Taken
- Seminar at Isaac Newton Institute
- 《數學傳播》上姚鴻澤教授的專訪（页面存档备份，存于）
- Yau travels down the road less taken, Professor uses math to pursue interest in natural phenomena - Harward News